# مالوري سميث
مالوري سميث (بالإنجليزية: Mallory Smith)‏ هي كاتِبة أمريكية، ولدت في 12 أكتوبر 1992، وتوفيت في 15 نوفمبر 2017 بسبب تليف كيسي.